# Te+
Te+ (pronunciado "Temas") fue un programa de televisión cultural emitido por Canal+, entre 1998 y 1999.

## Formato
El programa tenía dos partes diferenciadas: un diálogo entre dos intelectuales y varias secciones sobre actualidad cultural, panorama internacional y críticas de libros y arte. Estaba dirigido por Diego de la Serna y presentado por Ángel S. Harguindey (periodista y columnista del periódico El País) y Montserrat Iglesias (presentadora de "El Juego de las Lunas" en la misma cadena).
Cada semana "Te+" dedicaba monográficos sobre el trabajo de importantes artistas y personas relevantes del mundo de la cultura como Eduardo Chillida, René Magritte o Robert Capa. También se centraba en la emisión de reportajes sobre espacios culturales de nuestro país como el Museo Guggenheim o la Alhambra de Granada.

## Horario de emisión
Cada sábado a las 20 horas dentro de la franja de emisión en abierto de Canal+.